# Psittiparus margaritae
El picoloro cabecinegro (Psittiparus margaritae) es una especie de ave paseriforme de la familia Sylviidae endémica de Indochina. Algunos taxónomos lo consideran una subespecie del picoloro cabecigrís.

## Descripción
El picoloro cabecinegro mide alrededor de 17 cm de largo, incluida su larga cola. El plumaje de sus partes superiores es de color castaño, salvo la parte superior de su cabeza (píleo, frente y nuca) que es negra, mientras que el resto de su cabeza y sus partes inferiores son blancas. Su pico anaranjado es corto y ganchudo, con forma similar al de los loros. Sus ojos son negros.

## Distribución y hábitat
Se encuentra en el sur de Vietnam y el extremo oriental de Camboya. Su hábitat natural son las selvas tropicales de los montes del sur del altiplano central vietnamita y zonas adyacentes de Camboya.